# Ammophila atripes
Ammophila atripes är en biart som beskrevs av Frederick Smith 1852.
Ammophila atripes ingår i släktet Ammophila och familjen grävsteklar. Inga underarter finns listade i Catalogue of Life.